# استراندا
استراندا (به لاتین: Stranda) یک شهرستان نروژ در نروژ است که در مور او رومسدال واقع شده‌است.

## خصوصیات
استراندا ۸۶۶٫۱۱ کیلومترمربع مساحت و ۴٬۶۱۰ نفر جمعیت دارد.